# Косилово (село, городской округ Шаховская)
Косилово — село (до 8 мая 2018 года — деревня) в городском округе Шаховская Московской области.

## География
Деревня расположена в юго-западной части округа, примерно в 20 км к юго-западу от райцентра Шаховская, у истоков запруженной малой речки Вожанки, бассейна Рузы, высота центра над уровнем моря 251 м. Ближайшие населённые пункты — Дубранивка на востоке, Архангельское на юго-востоке и Малое Крутое на западе. У южной окраины деревни проходит региональная автодорога 46К-9200, по которой ходит автобус №36 до райцентра.

## Исторические сведения
В 1769 году Косилова — деревня Хованского стана Волоколамского уезда Московской губернии в составе большого владения коллежского советника Владимира Федоровича Шереметева. В деревне 26 дворов и 84 души.
В середине XIX века деревня Касилово относилась к 1-му стану Волоколамского уезда и принадлежала майорше Екатерине Павловне Набаловой. В деревне было 36 дворов, крестьян 169 душ мужского пола и 152 души женского.
В «Списке населённых мест» 1862 года — владельческая деревня 1-го стана Волоколамского уезда Московской губернии по правую сторону Московского тракта, шедшего от границы Зубцовского уезда на город Волоколамск, в 42 верстах от уездного города, при речке Аксеновке, с 51 двором и 331 жителем (172 мужчины, 159 женщин).
По данным на 1890 год деревня Косилово входила в состав Серединской волости, число душ мужского пола составляло 170 человек.
В 1913 году — 56 дворов, земское училище.
По материалам Всесоюзной переписи населения 1926 года — центр Косиловского сельсовета, проживало 403 человека (191 мужчина, 212 женщин), насчитывалось 91 хозяйство (90 крестьянских), имелась школа.
С 1929 года — населённый пункт в составе Шаховского района Московской области.
1994—2006 гг. — деревня Косиловского сельского округа Шаховского района.
2006—2015 гг. — деревня сельского поселения Серединское Шаховского района.
2015 г. — н. в. — деревня городского округа Шаховская Московской области.
Постановлением губернатора Московской области от 8 мая 2018 года категория населённого пункта изменена с деревни на село

## Население
| 1859 | 1926 | 2002 | 2006 | 2010 |
| ---- | ---- | ---- | ---- | ---- |
| 331  | ↗403 | ↘15  | ↘11  | ↗19  |